# Hedečská vrchovina
Hedečská vrchovina je geomorfologický podokrsek Hanušovické vrchoviny. Nachází se v její severozápadní části v okrese Ústí nad Orlicí. Nejvyšším vrcholem hřbetu je Val (790 m).

## Geomorfologie
Hedečská vrchovina náleží do geomorfologického celku Hanušovická vrchovina, podcelku Branenská vrchovina a okrsku Červenopotoční kotlina. V severozápadním zakončení se nachází její samostatná část Roudenský hřbet. Jedná se nevelkou vrchovinu v západním zakončení Červenopotoční kotliny. Na západě spadají její svahy do Lichkovské brázdy, která je součástí Kladské kotliny. Na jihozápadě jí od Písařovské vrchoviny odděluje sedlo mezi vrchy Val a Liškovec, na jihu a jihovýchodě od Jeřábské hornatiny tok Tiché Orlice a Zlatého potoka, na severu vyjma prostoru Roudenského hřbetu spadají její svahy do Malomoravské kotliny, kterou protéká řeka Morava. Roudenský hřbet na severu hraničí s pohořím Králického Sněžníku v sedle mezi Špičkou a Jelením vrchem.

## Vrcholy
Hlavní část vrchoviny tvoří uskupení vrcholů Val (790 m), Mariánský kopec (770 m), Hora Matky Boží (765 m), Vyhlídka (738 m), Veselka (719 m) a Výšina (669 m). V Roudenském hřbetu, který se nachází severozápadně a od hlavního masivu vrchoviny je oddělen Lipkovským potokem, se nachází vrcholy Roudný (677 m) a Špička (754 m).

## Vodstvo
Hedečskou vrchovinou prochází hlavní evropské rozvodí mezi Severním a Černým mořem přibližně v linii Val - Vyhlídka - Veselka. Východní svahy odvodňují pravé přítoky řeky Moravy, která sama protéká pod severovýchodním svahem. Západní část a celý Roudenský hřbet spadá do povodí Tiché Orlice, která pramení a protéká pod jižním svahem Valu.

## Vegetace
Prostor Hedečské vrchoviny je pokryt převážně poli a loukami. Souvislejší lesní pás se nachází pouze ve vrcholové partii Roudenského hřbetu. Díky absenci lesa je z vrcholů dobrý kruhový rozhled na nejvyšší vrcholy Hanušovické vrchoviny, Králický Sněžník, Orlické hory a na polské území v Kladském výběžku.

## Komunikace
Jedinou meziregionální silnicí procházející prostorem Hedečské vrchoviny je silnice II/312 Králíky - Hanušovice. Dále se zde nacházejí jen komunikace místního charakteru. Přes vrch Val prochází žlutě značená turistická trasa 7275 z Králík do hloubi Hanušovické vrchoviny, osou Roudenského hřbetu je pak vedena červeně značená turistická trasa 0415 též z Králík na Králický Sněžník. Sedlem mezi hlavní částí vrchoviny a Roudenským hřbetem je vedena železniční trať Dolní Lipka - Hanušovice.

## Stavby
Do prostoru Hedečské vrchoviny zasahuje zástavba města Králíky a obcí Prostřední Lipka a Dolní Hedeč. Na nejvyšším bodě - Valu - stojí rozhledna, na Mariánském kopci redemptoristický klášter a poutní místo. Přes vrchovinu je vedena linie československého opevnění budovaného proti nacistickému Německu před druhou světovou válkou. Její součástí je muzejně zpřístupněná dělostřelecká tvrz Hůrka, jejíž podzemní systém se nachází v masívu vrchu Výšina, a rovněž muzejně zpřístupněná dělostřelecká pozorovatelna K-S 12b Utržený na vrcholu Veselky.